# Hayes Center
Hayes Center è un comune degli Stati Uniti d'America, situato nello Stato del Nebraska, nella Contea di Hayes, della quale è il capoluogo.